# John Henni

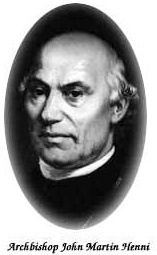
Erzbischof Johann Martin Henni

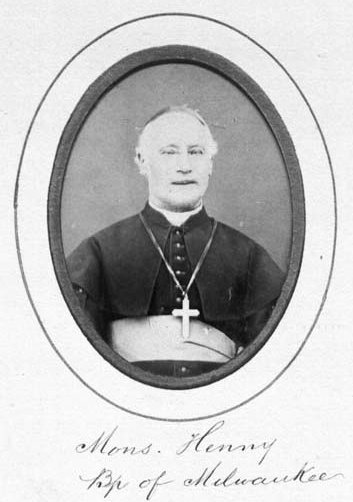
Erzbischof Johann Martin Henni als Konzilsvater beim I. Vatikanum

John Henni (Johann Martin Henni; * als Johannes Martin Hänni am 15. Juni 1805 in Misanenga, Obersaxen, Kanton Graubünden, Schweiz; † 7. September 1881 in Milwaukee, Wisconsin) war der erste Erzbischof der römisch-katholischen Erzdiözese Milwaukee in der Zeit von 1875 bis 1881 und eine bedeutende und einflussreiche Persönlichkeit der Kirchen- und Kulturgeschichte des 19. Jahrhunderts.

## Leben
Johann Martin Henni absolvierte zwischen 1820 und 1823 das Gymnasium in St. Gallen und besuchte von 1824 bis 1826 das Lyzeum in Luzern. Danach studierte er bis 1828 an der Universität La Sapienza in Rom Philosophie und Theologie.
1828 wanderte er unter Einfluss des Hannoveraner Missionars Friedrich Reese nach Amerika aus, wurde am 2. Februar 1829 in Bardstown, Kentucky, zum Priester geweiht und kümmerte sich als wandernder Missionar vor allem im Staat Ohio um die überall verstreut lebenden Katholiken und richtete dabei sein seelsorgerisches Interesse auf die deutschsprachigen Gläubigen.
1837 gründete er in Cincinnati, Ohio, die erste katholische Wochenzeitung in deutscher Sprache, Der Wahrheitsfreund.
Am 28. November 1843 wurde er zum Bischof von Milwaukee ernannt. Am 19. März 1844 empfing er in Cincinnati durch den Bischof von Cincinnati, John Baptist Purcell, die Bischofsweihe. Mitkonsekratoren waren der Bischof von Pittsburgh, Michael O’Connor SJ, und der Bischof von Nashville, Richard Pius Miles OP.
Henni war einer der Mitgründer der Marquette-Universität, die zwei Tage vor seinem Tod eröffnet werden konnte. Ebenso war er Mitgründer des St.-Francis-Seminars in St. Francis, Wisconsin, und konnte einige Ordensgemeinschaften davon überzeugen, sich in Milwaukee niederzulassen.
Johann Martin Henni nahm am Ersten Vatikanischen Konzil teil.
Aufgrund der von Henni geleisteten Anstrengungen, die römisch-katholische Präsenz insbesondere deutschsprachiger Katholiken innerhalb Wisconsins auszubauen, errichtete Papst Pius IX. im Februar 1875 die Kirchenprovinz Milwaukee und erhob die Diözese zum Erzbistum mit Henni als erstem Erzbischof.
Das Hauptgebäude des St.-Francis-Seminars, die Henni Hall, ist nach Erzbischof Henni benannt und auch im National Register of Historic Places gelistet.